# Kim Lip
Kim Lip es el sexto álbum sencillo del girl group  surcoreano Loona. Fue publicado digitalmente el 23 de mayo de 2017 y físicamente el 28 de junio de 2017 por Blockberry Creative y distribuido por CJ E&M. Este álbum introduce oficialmente a la miembro Kim Lip. Contiene dos canciones, «Eclipse» y «Twilight».

## Antecedentes y promoción
En una publicación del 17 de mayo de 2017 en la página oficial de Facebook del grupo, el álbum sencillo de Kim Lip fue descrito como un «un vistazo al nuevo lado del Loonaverse», citando un nuevo estilo de producción en comparación a los lanzamientos anteriores de otras miembros.

## Lista de canciones
| N.º  | Título     | Letras                               | Música                                   | Duración |  |
| 1.   | «Eclipse»  | Park Ji-yeon, Hwang Hyeon (MonoTree) | Daniel Obi Klein, Charli Taftn           | 3:50     |  |
| 2.   | «Twilight» | Lee Jieun, Kim Taeseong, Song Jieun  | Cha Cha Malone, Kim Taeseong, Song Jieun | 3:07     |  |
| 6:57 |            |                                      |                                          |          |  |

## Posicionamiento en listas

### Álbum
| Lista (2018)                       | Mejor posición |
| ---------------------------------- | -------------- |
| Corea del Sur (Gaon Chart Semanal) | 14             |
| Corea del Sur (Gaon Chart Mensual) | 51             |

## Ventas
| País                       | Ventas |
| -------------------------- | ------ |
| Corea del Sur (Gaon Chart) | 1 677+ |